# 刚果民主共和国议会
刚果民主共和国议会（法語：Parlement de la République démocratique du Congo）是刚果民主共和国的国家立法机关。刚果民主共和国议会实行两院制，由参议院和国民议会组成。参议院由间接选举产生，国民议会由直接选举产生。